# Station Bekesbourne
Bekesbourne is een spoorwegstation in Engeland. 

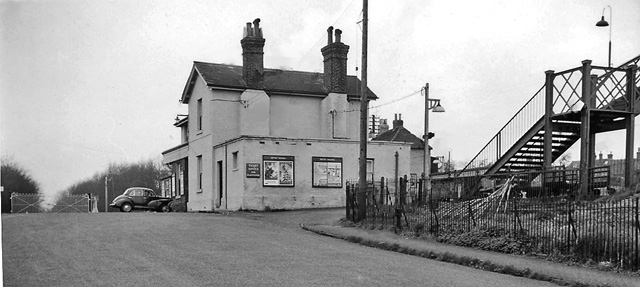
Stationsgebouw, 1961